# Lator Géza (jogász)
Lator Géza (Nagyszőlős, Ugocsa megye, 1857. január 13. – Nagyszőlős, 1888. június 25.) jog- és államtudományi doktor, megyei főjegyző.

## Élete
Lator Gábor alispán és Szentpály Jozefa fia. A gimnázium alsóbb osztályait Budapesten, a felsőbbeket a máramarosszigeti református líceumban végezte. A jogot a budapesti egyetemen hallgatta; jogi és államtudományi szigorlatot tett (doktori értekezése: A közigazgatás reformjáról); azután Ugocsa megye főszámvevője, majd főjegyzője lett, és a nagyszőlősi református egyház gondnoka volt.
Cikke a Nemzetgazdasági Szemlében (1878. Keleti érdekeink) jelent meg.
Alapítója volt az Ugocsa c. helyi lapnak 1885. június 28-án, és szerkesztője az év végéig; azontúl is a lapnak tulajdonosa, a felügyelőbizottság tagja és munkatársa maradt.